# صدف دوکفه‌ای
فادیص جانداری نرم‌تن و آبزی است.
فادیص به دو کفهٔ راست و چپ تقسیم می‌شود و این دوکفه به وسیلهٔ یک رباط به یکدیگر متصل شده‌اند. در بخش پشتی صدف، لولا قرار گرفته که برای باز کردن و بستن کفه‌ها توسط ماهیچهها به کار می‌رود. همین قسمت صدف را پس از پختن به عنوان غذای دریایی استفاده می‌کنند.
فادیص ها، بخش مهمی از تولیدات شیلاتی را به خود اختصاص می‌دهند. بر پایهٔ آمار ارائه شده توسط فائو، در سال ۲۰۰۲، بیش از ۱۱ میلیون تن صدف دوکفه‌ای از طریق فعالیت‌های آبزی‌پروری حاصل شده است؛ به‌طوری‌که با رشد ۶/۴ درصدی نسبت به سال ۲۰۰۰، بعد از ماهیان آب شیرین، جزو دومین گروه آبزی پرورشی، قرار گرفته‌اند.
برای بسیاری از گونه‌های دوکفه‌ایِ مناطق معتدل، تکامل غدد جنسی زمانی‌که دمای آب به بیش از ۱۰–۱۴ درجه سانتی‌گراد برسد، آغاز می‌گردد. در این دما، سلول‌های جنسی در ماه‌های فروردین _ اردیبهشت نمو نموده و در ماه‌های مرداد- شهریور به رسیدگی کامل می‌رسند. صدف‌ها تحت تأثیر محرک‌هایی مانند افزایش دما و شوک حرارتی یا دستکاری، تحریک به تخم‌ریزی می‌شوند.